# Lasconotus simplex
Lasconotus simplex är en skalbaggsart som beskrevs av Leconte 1866. Lasconotus simplex ingår i släktet Lasconotus och familjen barkbaggar. Inga underarter finns listade i Catalogue of Life.